# Дельгадо, Матиас
Матиас Эмилио Дельгадо (исп. Matías Emilio Delgado; род. 15 декабря 1982 года, Росарио, Аргентина) — аргентинский футболист, игравший на позиции атакующего полузащитника.

## Карьера
Воспитанник академии клуба «Ривер Плейт». Выступал на позиции центрального атакующего полузащитника. С 2000 по 2003 годы выступал в клубе «Чакарита Хуниорс».
В 2003 году Дельгадо перешёл в швейцарский «Базель», где за три года провёл 113 матчей и забил 53 мяча. В 2006 году перешёл в турецкий «Бешикташ».
В 2013 году вернулся в «Базель». До возвращения в Европу выступал за клуб из ОАЭ «Аль-Джазира».
30 июля 2017 года объявил о завершении карьеры.

## Достижения
«Бешикташ»
- Чемпион Турции: 2008/09
- Обладатель Суперкубка Турции: 2006
- Обладатель Кубка Турции: 2006/07, 2008/09

 «Базель»
- Чемпион Швейцарии: 2013/14, 2014/15, 2015/16, 2016/17